# Bottovo
Bottovo – wieś (obec) na Słowacji położona w kraju bańskobystrzyckim, w powiecie Rymawska Sobota. Pierwsze wzmianki o miejscowości pochodzą z roku 1926. 
Według danych z dnia 31 grudnia 2012, wieś zamieszkiwało 205 osób, w tym 101 kobiet i 104 mężczyzn.
W 2001 roku rozkład populacji względem narodowości i przynależności etnicznej wyglądał następująco:
- Słowacy – 88,94%
- Czesi – 6,45%
- Morawianie – 0,46%
- Polacy – 0,46%
- Węgrzy – 3,69%

Ze względu na wyznawaną religię struktura mieszkańców kształtowała się w 2001 roku następująco:
- Katolicy rzymscy – 58,53%
- Ewangelicy – 17,05%
- Ateiści – 22,58%